# Olympische Winterspiele 2022/Skispringen – Mannschaftsspringen Normalschanze (Mixed)
Das Mannschaftsspringen im Mixed von der Normalschanze bei den Olympischen Winterspielen 2022 wurde am 7. Februar im Snow Ruyi National Ski Jumping Centre ausgetragen. Es war die erste Austragung dieser Disziplin bei Olympischen Winterspielen.
Der Wettkampf wurde jedoch von Disqualifikationen überschattet, die bei vielen Beteiligten zu Unverständnis führten. Nach dem ersten Durchgang wurde Katharina Althaus wegen eines nicht regelkonformen Anzugs disqualifiziert. Darüber hinaus erklärte der von der FIS beauftragte Kontrolleur auch das Material von Sara Takanashi aus Japan und Daniela Iraschko-Stolz aus Österreich für nicht regelkonform. Im zweiten Durchgang wurden dann mit Anna Odine Strøm und Silje Opseth auch beide norwegische Athletinnen disqualifiziert. Zwei Tage zuvor waren zumindest die österreichischen Athletinnen im Einzelspringen nach eigenen Angaben mit den gleichen Anzügen gesprungen. Dabei wurden die Anzüge nicht beanstandet.
Am Ende sicherte sich Slowenien den Olympiasieg. Silber ging an das russische und Bronze überraschend an das kanadische Team.

## Ergebnisse
Quelle: FIS

7. Februar 2022, 19:45 Uhr (Ortszeit), 12:45 Uhr (MEZ)
| Rang | #                      | Nation                                                                        | 1. Durchgang            | 1. Durchgang                  | 1. Durchgang | 2. Durchgang            | 2. Durchgang                  | 2. Durchgang  | Gesamt |
| Rang | #                      | Nation                                                                        | Weite (m)               | Punkte                        | Rang         | Weite (m)               | Punkte                        | Rang          | Punkte |
| ---- | ---------------------- | ----------------------------------------------------------------------------- | ----------------------- | ----------------------------- | ------------ | ----------------------- | ----------------------------- | ------------- | ------ |
| 1    | 9 9–1 9–2 9–3 9–4      | Slowenien Nika Križnar Timi Zajc Urša Bogataj Peter Prevc                     | 101,0 097,5 106,0 101,5 | 506,4 126,6 120,4 133,1 126,3 | 1            | 099,5 100,0 101,5       | 495,1 121,5 123,0 124,3 126,3 | 1             | 1001,5 |
| 2    | 4 4–1 4–2 4–3 4–4      | ROC Irma Machinja Danil Sadrejew Irina Awwakumowa Jewgeni Klimow              | 086,0 099,5 092,0 100,5 | 448,8 092,4 124,1 105,8 126,5 | 3            | 081,5 100,5 091,5 103,0 | 441,5 081,4 125,8 103,7 130,6 | 4             | 890,3  |
| 3    | 2 2–1 2–2 2–3 2–4      | Kanada Alexandria Loutitt Matthew Soukup Abigail Strate MacKenzie Boyd-Clowes | 084,0 087,0 093,5 101,5 | 415,4 087,6 094,1 108,3 125,4 | 4            | 090,0 089,0 091,5 101,5 | 429,2 101,4 097,1 102,6 128,1 | 5             | 844,6  |
| 4    | 6 6–1 6–2 6–3 6–4      | Japan Sara Takanashi Yukiya Satō Yūki Itō Ryōyū Kobayashi                     | DSQ 099,5 093,0 102,5   | 359,9 00,0 122,9 106,9 130,1  | 8            | 098,5 100,5 088,0 106,0 | 476,4 118,9 122,7 097,3 137,5 | 2             | 836,3  |
| 5    | 10 10–1 10–2 10–3 10–4 | Österreich Daniela Iraschko-Stolz Stefan Kraft Lisa Eder Manuel Fettner       | DSQ 102,0 096,0 101,0   | 370,7 00,0 130,2 113,1 127,4  | 6            | 084,0 102,0 090,5 102,0 | 447,3 086,4 131,2 101,8 127,9 | 3             | 818,0  |
| 6    | 5 5–1 5–2 5–3 5–4      | Polen Nicole Konderla Dawid Kubacki Kinga Rajda Kamil Stoch                   | 075,5 096,0 080,5 099,5 | 386,1 067,8 114,6 078,4 125,3 | 5            | 072,5 101,0 073,5 102,5 | 377,1 061,3 123,6 061,4 130,8 | 6             | 763,2  |
| 7    | 3 3–1 3–2 3–3 3–4      | Tschechien Klára Ulrichová Čestmír Kožíšek Karolína Indráčková Roman Koudelka | 078,5 091,0 078,0 093,0 | 362,5 076,2 104,5 074,3 107,5 | 7            | 073,5 092,5 083,0 092,5 | 360,3 061,5 106,8 084,5 107,5 | 7             | 722,8  |
| 8    | 7 7–1 7–2 7–3 7–4      | Norwegen Anna Odine Strøm Robert Johansson Silje Opseth Marius Lindvik        | 092,0 099,5 091,0 102,5 | 457,4 104,5 123,2 101,4 128,3 | 2            | DSQ 100,5 DSQ 100,5     | 250,5 00,0 124,9 00,0 125,6   | 8             | 707,9  |
| 9    | 8 8–1 8–2 8–3 8–4      | Deutschland Selina Freitag Constantin Schmid Katharina Althaus Karl Geiger    | 088,0 101,0 DSQ 101,5   | 350,9 095,4 127,7 00,0 127,8  | 9            | ausgeschieden           | ausgeschieden                 | ausgeschieden | 350,9  |
| 10   | 1 1–1 1–2 1–3 1–4      | China Dong Bing Song Qiwu Peng Qingyue Zhao Jiawen                            | 076,0 071,5 065,0 074,0 | 229,8 069,4 057,7 042,0 060,7 | 10           | ausgeschieden           | ausgeschieden                 | ausgeschieden | 229,8  |

### Annullierte Sprünge
Die fünf Damen wurden erst nach ihren Sprüngen wegen eines nicht regelkonformen Anzugs disqualifiziert. Die annullierten Wertungssprünge waren:
| Durchgang | Nation      | Springerin             | Weite   | Punkte       |
| --------- | ----------- | ---------------------- | ------- | ------------ |
| 1         | Japan       | Sara Takanashi         | 103,0 m | 124,5 Punkte |
| 1         | Österreich  | Daniela Iraschko-Stolz | 85,5 m  | 91,2 Punkte  |
| 1         | Deutschland | Katharina Althaus      | 104,0 m | 131,5 Punkte |
| 2         | Norwegen    | Anna Odine Strøm       | 93,5 m  | 108,3 Punkte |
| 2         | Norwegen    | Silje Opseth           | 83,0 m  | 85,4 Punkte  |

Ohne Disqualifikationen hätte Slowenien nach dem 1. Durchgang geführt. Japan wäre knapp vor Deutschland gelegen und Tschechien hätte das Finale verpasst.
Die Platzierungen im Einzelnen nach dem 1. Durchgang:  1. Slowenien 506,4 Punkte, 2. Japan 484,4 Punkte, 3. Deutschland 482,4 Punkte, 4. Österreich 461,9 Punkte, 5. Norwegen 457,4 Punkte, 6. Russland 448,8 Punkte, 7. Kanada 415,4 Punkte, 8. Polen 386,1 Punkte, 9. Tschechien 362,5 Punkte, 10. China 229,8 Punkte